# Myrcia amazonica
Myrcia amazonica är en myrtenväxtart som beskrevs av Dc.. Myrcia amazonica ingår i släktet Myrcia och familjen myrtenväxter. Inga underarter finns listade i Catalogue of Life.